# 1932년 하계 올림픽 아르헨티나 선수단
1932년 하계 올림픽 아르헨티나 선수단은 미국 로스앤젤레스에서 개최된 1932년 하계 올림픽에 참가한 올림픽 아르헨티나 선수단이다.

## 메달 집계

### 종목별 참가 선수 및 메달 집계

#### 종목별 메달 집계
| 종목 | 1 | 2 | 3 | 합계 |
| 복싱 | 2 | 1 | 0 | 3    |
| 육상 | 1 | 0 | 0 | 1    |
| 합계 | 3 | 1 | 0 | 4    |

#### 종목별 참가 선수
| 종목 | 참가 선수 | 1 | 2 | 3 | 메달 합계 |
| 복싱 | 10        | 2 | 1 |   | 3         |
| 사격 | 2         |   |   |   |           |
| 수영 | 5         |   |   |   |           |
| 역도 | 1         |   |   |   |           |
| 육상 | 11        | 1 |   |   | 1         |
| 펜싱 | 5         |   |   |   |           |
| 합계 | 33        | 3 | 1 | 0 | 4         |

### 메달리스트
| 메달   | 이름              | 종목 | 세부 종목   |
| ------ | ----------------- | ---- | ----------- |
| 금메달 | 카르멜로 로블레도 | 복싱 | 남자 -57kg  |
| 금메달 | 산티아고 로벨     | 복싱 | 남자 +79kg  |
| 금메달 | 후안 사발라       | 육상 | 남자 마라톤 |
| 은메달 | 아마도 아사르     | 복싱 | 남자 -72kg  |

## 종목별 성적

### 복싱
| 선수 | 세부 종목 | 16강           | 8강            | 준결승         | 3-4위전        | 결승           | 결승 |
| 선수 | 세부 종목 | 상대 선수 결과 | 상대 선수 결과 | 상대 선수 결과 | 상대 선수 결과 | 상대 선수 결과 | 순위 |

### 수영
남자
| 선수 | 세부 종목 | 예선 | 예선 | 준결선 | 준결선 | 결선 | 결선 |
| 선수 | 세부 종목 | 기록 | 순위 | 기록   | 순위   | 기록 | 순위 |

### 육상
남자
| 선수        | 세부 종목 | 1차 예선 | 1차 예선 | 준준결선 | 준준결선 | 준결선 | 준결선 | 결선    | 결선      |
| 선수        | 세부 종목 | 기록     | 순위     | 기록     | 순위     | 기록   | 순위   | 기록    | 최종 순위 |
| 후안 사발라 | 마라톤    |          |          |          |          |        |        | 2-31:36 | 1         |

100m
엑토르 베라 (예선) 사무엘 히아코사 (예선) 카를로스 비안치 (준결승)